# Robert Ochsenfeld
Robert Ochsenfeld (* 18. Mai 1901 in Helberhausen; † 5. Dezember 1993 ebenda) war ein deutscher Physiker. Ochsenfeld entdeckte 1933 zusammen mit Walther Meißner den Meißner-Ochsenfeld-Effekt.

## Leben
Nach Physikstudium in Marburg promovierte Ochsenfeld 1932 mit einer Arbeit über das Auftreten von Ferromagnetismus. Im Rahmen eines Förderprogramms, das sich „Jungakademikerhilfe“ nannte, kam Ochsenfeld Ende 1932 an die Physikalisch-Technische Reichsanstalt (PTR) in Berlin zu Wilhelm Steinhaus und dann in das von Meißner geleitete Kältelaboratorium. Dieses gehörte damals zu den weltweit bedeutendsten Laboratorien, an denen experimentelle Tieftemperaturphysik überhaupt möglich war; zu diesem Zweck war 1925 eine Anlage zur Heliumverflüssigung in Betrieb genommen worden. Die Experimente, die zur Entdeckung des Meißner-Ochsenfeld-Effektes führten, hatte Max von Laue angeregt, der damals theoretischer Berater der PTR war. 
Ochsenfeld verließ 1933 die PTR, um bis 1940 als Lehrer an der Nationalpolitischen Erziehungsanstalt (Napola) Potsdam (1933–1940) zu unterrichten. Anschließend war er im Auftrag des Heereswaffenamts Eckernförde an der Waffenentwicklung (z. B. Torpedo „Zaunkönig“) beteiligt. 1944 erhielt er das Kriegsverdienstkreuz Zweiter Klasse.
Am 5. Juni 1937 beantragte er die Aufnahme in die NSDAP und wurde rückwirkend zum 1. Mai desselben Jahres aufgenommen (Mitgliedsnummer 5.280.862). Er war Mitglied im NSFK, im berufsfachlichen Nationalsozialistischen Lehrerbund und im Reichskolonialbund.
Nach NS-Ende wurde Ochsenfeld von den britischen Militärbehörden festgenommen und als NS-belastet bis 1947 interniert. Im weiteren Verlauf war er maßgeblich am Aufbau eines Laboratoriums für magnetische Werkstoffe der PTR, Physikalisch-Technische Anstalt (PTA) bzw. Physikalisch-Technische Bundesanstalt (PTB) beteiligt, arbeitete weiter an Fragen ferromagnetischer Werkstoffe und war zum Ende seiner Dienstzeit (1966) Leiter der Unterabteilung „Grundeinheiten und Stoffkonstanten“.

## Schriften
- Das Auftreten des Ferromagnetismus im System Mangan-Stickstoff. In: Annalen der Physik, Folge 5, Band 12, Heft 3: S. 253–384. (Philosophische Dissertation der Universität Marburg)
- W. Meissner; R. Ochsenfeld: Ein neuer Effekt bei Eintritt der Supraleitfähigkeit. In: Die Naturwissenschaften, 21 (1933): S. 787.